# Хорчин-Цзоихоуци
Хорчин-Цзоихоуци (кит. упр. 科尔沁左翼后旗, пиньинь Kē'ěrqìn Zuǒyì Hòuqí) или сокращённо Кэцзохоу-Ци (кит. упр. 科左后旗, пиньинь KēZuǒHòuqí) — хошун городского округа Тунляо автономного района Внутренняя Монголия (КНР). Название в переводе означает «Тыльное знамя левого крыла хорчинов».

## География
Хорчин-Цзоихоуци расположен на песчаной равнине. Климат умеренно-субгумидный. Выделяются все четыре времени года. Весной бывают засухи и ветры, лето теплое и дождливое, осень холодная и засушливая, зима холодная и малоснежная. Годовое количество осадков составляет около 450—550 мм, с июня по август приходится около 70 % годового количества осадков. Среднегодовая температура 6,1 ℃. Средняя температура января составляет −15,1 ℃, июня +23,8 ℃. Самая низкая −33,9 ℃, высокая +36,2 ℃.

## История
Предки нынешнего населения этих мест жили между рекой Аргунь и озером Хулун. В XV веке они откочевали на восток, за Большой Хинган, и расселились вдоль реки Нэньцзян; возглавил их потомок в 15-м поколении Джочи-Хасара, и потому они стали известны как «хорчины» («стрелки из лука»). Потом часть хорчинов откочевала на юг, расселившись по обширной территории.
Когда в XVII веке южные монголы покорились маньчжурам, те ввели среди монголов «знамённую» систему, и местные земли были объединены в «знамя» (по-монгольски — «хошун») Хорчин-Цзоихоуци. В середине XIX века правитель хошуна был повышен в ранге до цинского удельного князя (циньван), и хошун стали называть «Бодолготай-циньван ци» (博多勒噶台亲王旗, «хошун Бодолготай-циньвана»), или сокращённо БоВан-ци (博王旗); он был подчинён цзяньцзюню Священной столицы (то есть Фэнтяньскому цзяньцзюню).
После японской интервенции 1931 года в 1932 году на территории китайского Северо-Востока было образовано марионеточное государство Маньчжоу-го. Власти Маньчжоу-го переименовали хошун в Дункэ-Хоуци (东科后旗, «Тыльное знамя восточных хорчинов») и перевели его в состав провинции Южная Синъань (в октябре 1943 года объединённую с рядом других провинций в провинцию Объединённая Синъань).
После Второй мировой войны эти земли стали ареной борьбы между коммунистами и гоминьдановцами. В 1949 году они вошли в состав аймака Джирим (哲里木盟) Автономного района Внутренняя Монголия, при этом хошуну было возвращено историческое название. В 1969 году аймак был передан в состав провинции Гирин; в 1979 году возвращён в состав Автономного района Внутренняя Монголия. Постановлением Госсовета КНР от 13 января 1999 года аймак Джирим был преобразован в городской округ Тунляо.

## Административное деление
Хошун Хорчин-Цзоихоуци делится на 10 посёлков и 5 сомонов.